# Diego Muñoz Valenzuela
Diego Muñoz Valenzuela (Constitución, 1956) es un escritor chileno que desarrolla diversos géneros, principalmente el microcuento, el cuento y la ciencia ficción.

## Biografía
Muñoz Valenzuela nace en Constitución en 1956. Posteriormente se traslada a Santiago, donde estudia en la Escuela 48 de Ñuñoa y el Liceo N.º 7 y, los últimos tres años de secundaria, en el Instituto Nacional. Después siguió la carrera de ingeniería civil química e hizo una maestría en la Universidad de Chile. Allí fue profesor de la Facultad de Ciencias Físicas y Matemáticas y miembro de su Programa de Estudios Cognitivos, hasta 1997. 
A pesar de su carrera como ingeniero, ha estado siempre relacionado con el mundo de las letras y el arte. En sus años de estudiante, formó en la Escuela de Ingeniería un taller de literatura. Cofundó y participó activamente de la Agrupación Cultural Universitaria  entre 1978 y 1981 y del Colectivo de Escritores Jóvenes entre 1981 y 1984. Creó, junto con José Paredes, la revista Obsidiana (1983), y entre los años 1984 a 1996 formó parte de la directiva de la Sociedad de Escritores de Chile (SECH). Luego, desde 1999 hasta la fecha, ha formado parte activa de la Corporación Letras de Chile, de la cual es  socio fundador y presidente desde 2014. Allí ha desempeñado un importante rol como gestor cultural, al organizar el Tercer y Cuarto Encuentro Internacional de Escritores por el Fomento a la Lectura (2000 y 2005); organiza, con el patrocinio del Centro Cultural de España, el Primer Encuentro Latinoamericano de Novela Negra (2002). Organiza los Encuentros Chileno Internacionales de Minificción Sea breve, por favor (2007, 2008, 2011) y los Encuentros de Literatura Fantástica y de Ciencia Ficción (2017 y 2019). Además, participó como Productor Ejecutivo de la serie televisiva de entrevistas “Memoria de Escritor”, emitidas por Novasur (2011-2013).
Por otro lado, su carrera literaria parte en 1984, al publicar su primer libro: la recopilación de cuentos Nada ha terminado –mismo año en que habría acabado la censura a los libros en Dictadura–. A éste le continuó Todo el amor en sus ojos, publicado en 1990. Desde entonces se ha cultivado como exponente de la ciencia ficción (Flores para un cyborg, 1996) y del microrrelato (Ángeles y Verdugos, 2002). Además, ha sido incluido en más de 100 antologías de relatos en Chile, España, Bulgaria, Rusia, Ecuador, Argentina, México, Colombia, Italia, Islandia, Canadá, Croacia, Estados Unidos y otros países. Cuentos suyos han sido traducidos al croata (incluido el volumen Lugares secretos, en 2009), francés, italiano, ruso, islandés y mapudungún; la novela Flores para un cyborg salió asimismo en España (2008), Italia (2013) y Croacia (2014). 

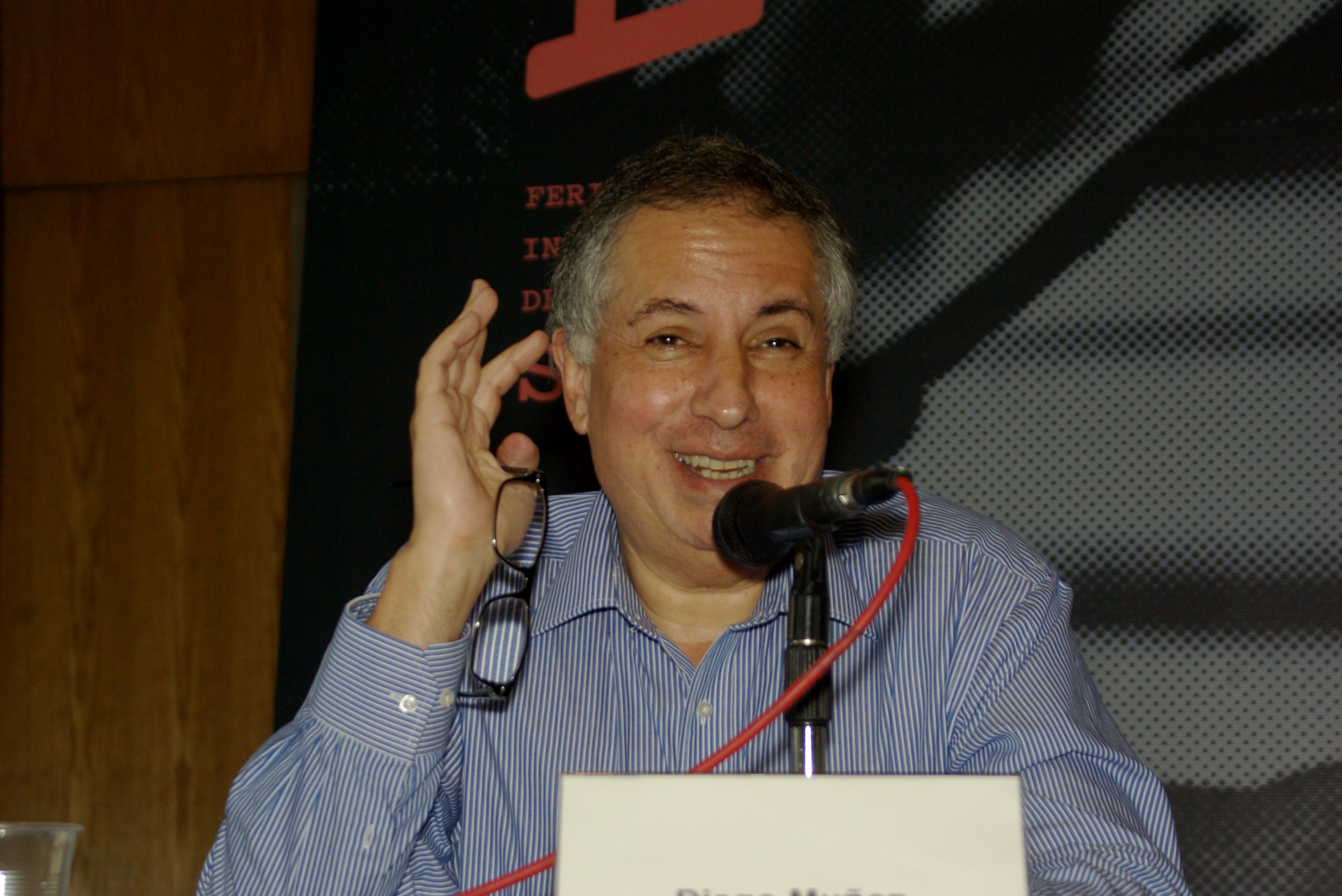
Muñoz en la FILSA 2015

También ha mantenido un trabajo como antologista. Junto al escritor Ramón Díaz Eterovic compila Contando el cuento (Sinfronteras, 1986), La joven narrativa chilena (Cuadernos del Guayas, Ecuador, 1989), Andar con cuentos (Mosquito, 1992) y Cuentos en dictadura (LOM, 2003). Por otro lado, con Esteban Navarro, publica Poetas de Nicaragua (Tranvía, 1987). Además, colabora con artículos culturales y de crítica literaria en diversos periódicos y revistas. 
Ha sido distinguido en numerosos certámenes literarios, entre los que destacan los del Consejo Nacional de la Cultura y las Artes. En 2011 fue seleccionado –junto con otros dos chilenos, Nona Fernández y Francisco Díaz Klaassen– como uno de los “25 tesoros literarios a la espera de ser descubiertos” –escritores “cuyo talento se ha consolidado en sus países, pero que aún son poco conocidos fuera de estos”– por la Feria Internacional del Libro de Guadalajara para celebrar sus 25 años de existencia.

## Obras
- Nada ha terminado, cuentos, Ediciones de Obsidiana, Santiago 1984; descargable desde el portal Letras de Chile
- Todo el amor en sus ojos, novela, Mosquito, 1990; 2.ª ed. Mosquito, 1999; 3.ª ed. LOM Ediciones, 2014
- Lugares secretos, cuentos, Mosquito, 1993. Traducida al croata como Tajna Mjesta, Editorial Znanje (Croacia), 2009
- Flores para un cyborg, novela, Mondadori, 1997 (reeditada por RIL en 2003, por la editorial EDA de Málaga, España en 2009,[10] y por Simplemente Editores en 2010 y 2023.[11] Publicada en Italia por Atmosphere Libri, 2013 como Fiori per un cyborg y en Croacia como Cvijece Za Jednog Kiborga por Editorial Alfa, Zagreb, 2014).

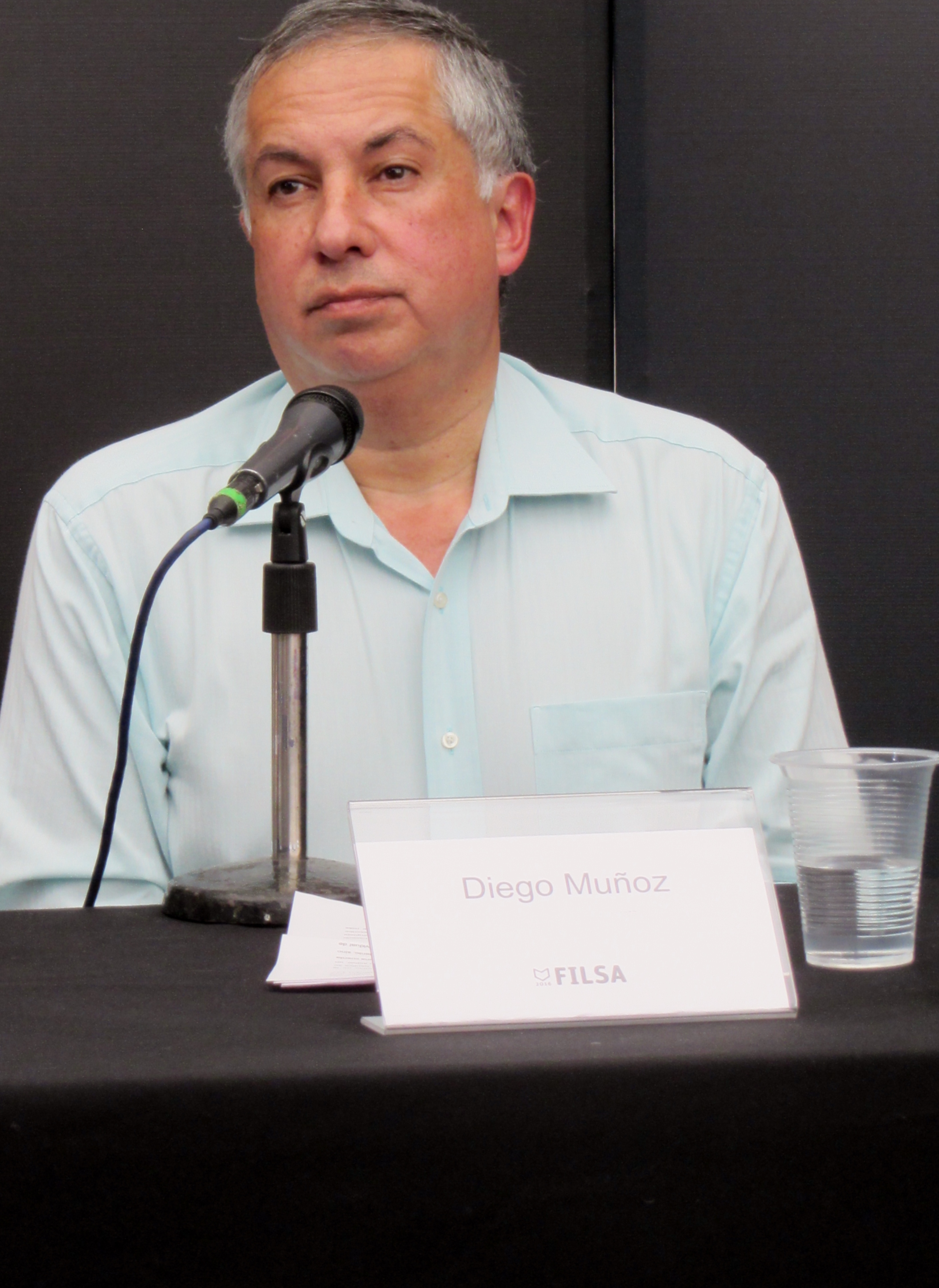
Muñoz en la FILSA 2016

- Ángeles y verdugos, microcuentos, Mosquito, 2002; reedita por Macedonia Ediciones, Argentina (2016)
- Déjalo ser, 10 cuentos, Fondo de Cultura Económica, 2003[12] (con el título de Foto de portada Zuramérica publicó en 2020 una edición revisada)
- De monstruos y bellezas, cuentos, Mosquito, 2007
- Microcuentos, libro virtual con ilustraciones de Virginia Herrera, 2008
- Las criaturas del cyborg, novela, Simplemente Editores, Santiago, 2010
- Las nuevas hadas, microrrelatos fantásticos, Simplemente Editores, Santiago, 2011
- Breviario mínimo, microrrelatos con ilustraciones de Luisa Rivera; Simplemente Editores, Santiago, 2011[13]
- Ojos de metal, novela; Simplemente Editores, Santiago, 2014[14]
- Microsauri, microcuentos; Robin Ediziones, Roma, Italia, 2014
- Demonios vagos, antología de microcuentos; Simplemente Editores, Santiago, 2015
- Ángeles y verdugos, microcuentos; Macedonia Ediciones, Buenos Aires, 2016[15]
- Largo viaje, microcuentos con ilustraciones de Virginia Herrera; editorial Librosdementira, Santiago, 2016[16]
- El tiempo del ogro, cuentos, Simplemente Editores, 2017[17]
- Entrenieblas, novela a modo de diario de vida; editorial Vicio Impune, 2018
- El Mundo de Enid, novela, Simplemente Editores, Santiago 2018
- Venta de ilusiones, microcuentos, Lijiang Publishing, China, 2019
- Foto de portada; edición revisada y reordenada del volumen Déjalo ser publicado en 2003 por el FCE)[18]
- Rompiendo realidades, microcuentos ilustrados por Claudia Matute, Editorial Zuramérica, Chile, 2021
- Amor cibernauta, microcuentos, Ed. Micrópolis, Perú, 2022
- Los sueños del cyborg, novela, Simplemente Editores, Chile, 2022
- La muerte es un trámite, novela, Editorial Zuramérica, Chile, 2022
- Universos imposibles, microcuentos, Editorial La Tinta del Silencio, Máxico, 2023

## Premios y reconocimientos
- Mención honrosa, Premio Municipal de Santiago 1991 con Todo el amor en sus ojos
- Premio Mejores Obras Literarias Publicadas 1994, categoría cuento, por Lugares secretos (Consejo Nacional del Libro y la Lectura)
- Premio Mejores Obras Literarias Inéditas 1996, categoría novela, por Flores para un cyborg (Consejo Nacional del Libro y la Lectura)
- Beca FONDART para investigación y creación literaria en 1994 y 1996.
- Seleccionado en 2011 entre los 25 secretos literarios mejor guardados de América Latina por la Feria Internacional del Libro de Guadalajara para celebrar sus 25 años de existencia
- Medalla Colibrí 2012 en categoría Literatura Juvenil / Libros de Ficción, otorgada por Colibrí-IBBY Chile, por Breviario mínimo
- Beca de Creación Literaria del Consejo Nacional del Libro y la Lectura en 2007, 2011, 2013, 2017 y 2019.

## pruebas
1. ↑  Muñoz Valenzuela  en Escritores.cl, acceso 22.09.2011
2. ↑  Faride Zeran. La generación de Diego Muñoz Valenzuela, La Época, 18.08.1991; entrevista archivada en Letras.s5; acceso 22.09.2011
3. ↑  Agrupación Cultural Universitaria en Memoriachilena.cl
4. ↑  Sociedad Escritores de Chile
5. ↑  Muñoz Valenzuela en Letras de Chile, acceso 22.09.2011
6. ↑  Centro Cultural de España en Chile
7. ↑  Trailer Memoria de Escritor, acceso 29.09.2011
8. ↑  «Los 25 secretos mejor guardados de América Latina», en el Catálogo de contenidos de la Feria Internacional del Libro de Guadalajara 2011, noviembre de 2011; acceso 05.08.2017
9. ↑  Winston Manrique Sabogal. 25 secretos literarios de Latinoamérica en la FIL, El País, 20.09.2011; acceso 22.09.2011
10. ↑  Arantxa Cala. «Flores para un cyborg, la máquina perfecta existe», entrevista con motivo de la publicación, en Málaga, de Flores para un cyborg; Diario de Jerez, 11.02.2009; acceso 22.09.2011
11. ↑  Reseña de Pepe Cervera, La Tormenta en un Vaso, 10.02.2009; acceso 22.07.2017
12. ↑  M. A. Coloma Cierto encanto en sus ojos Archivado el 20 de junio de 2009 en Wayback Machine., El Periodista Nº61, 07.05.2004; acceso 22.09.2011
13. ↑  Reseña de Enrique Rivera Archivado el 4 de febrero de 2017 en Wayback Machine., Apuntes de Sobremesa, 21.01.2012
14. ↑  Diego Escobedo entrevista a Muñoz Valenzuela sobre su trilogía del cyborg Archivado el 10 de septiembre de 2016 en Wayback Machine., Km Cero, 18.05.2017; acceso 22.07.2017
15. ↑  Entrevista de Gonzalo Robles a Muñoz Valenzuela, Urbe Salvaje, 13.09.2016; 22.07.2017
16. ↑  «Largo viaje, cuentos ilustrados para almas grandes» Archivado el 2 de febrero de 2017 en Wayback Machine., Clarín, 22.11.2016; acceso 22.07.2017
17. ↑  Bien armados, bien escritos reseña de Camilo Marks (enlace roto disponible en Internet Archive; véase el historial, la primera versión y la última)., 31.12.2017; acceso 09.02.2018
18. ↑  Ficha de Foto de Portada Archivado el 22 de junio de 2020 en Wayback Machine., Editorial Zuramérica, Santiago, 2020